# 1968年ガルーダ・インドネシア航空CV-990墜落事故
1968年ガルーダ・インドネシア航空CV-990墜落事故は、1968年5月28日に発生した航空事故である。クマヨラン空港からアムステルダム・スキポール空港へ向かっていたガルーダ・インドネシア航空のコンベア CV-990-30A-5がサンタクルズ国際空港を離陸直後に墜落した。乗員乗客29人全員と地上の1人が死亡した。この事故はCV-990で発生したはじめての死亡事故だった。

## 事故の経緯
892便はジャカルタからムンバイ、カラチ、カイロ、フィウミチーノを経由してアムステルダムへ向かう国際定期便だった。CV-990は、ムンバイのサンタクルズ国際空港を夜間に離陸した。離陸から約5分ほどで、エンジンが故障した。機体は急降下し、ほぼ垂直な姿勢で地表に激突した。残骸によりBilalpada村の村人1人が死亡し、数人が負傷した。

## 事故調査
調査から、離陸後5分以内に複数、または全てのエンジンが故障していたと判明した。エンジン故障の原因は、サンタクルズ国際空港での給油時に誤って航空燃料ではなくベンジンを補給したためであった。